# وحدة عزيز
وحدة عزيز هي إحدى الفرق العسكرية الأساسية لحزب الله، وهي مسؤولة عن العمليات في القطاع الغربي من جنوب لبنان، الممتد من المناطق الساحلية بالقرب من صور إلى منطقة بنت جبيل، وحتى نهر الليطاني. تم إنشاء هذه الوحدة للإشراف على الأنشطة العسكرية وتنسيقها في هذه المنطقة الإستراتيجية، وتلعب دوراً محورياً في استراتيجيات حزب الله الدفاعية والهجومية على طول الحدود مع إسرائيل.

## الهيكل التنظيمي والمسؤوليات
ينقسم الإطار العسكري لحزب الله في جنوب لبنان إلى عدة وحدات إقليمية، كل منها مكلفة بمسؤوليات إقليمية محددة:
وحدة عزيز
تتولى وحدة عزيز إدارة القطاع الغربي، بما في ذلك المواقع الرئيسية مثل صور والمناطق المحيطة بها.
وحدة نصر
تشرف وحدة نصر على القطاع الشرقي، الذي يشمل المناطق الممتدة من بنت جبيل إلى الحدود السورية.
وحدة بدر
تسيطر وحدة بدر على المناطق الواقعة شمال نهر الليطاني، بما في ذلك المناطق القريبة من صيدا.
وتعمل هذه الوحدات تحت إشراف مجلس الجهاد التابع لحزب الله، الذي يوجه الأنشطة العسكرية والأمنية للحزب.

## القيادة والتاريخ العملياتي
في عام 2016، تولى محمد نعمة ناصر، المعروف أيضًا باسم الحاج "أبو نعمة"، قيادة وحدة عزيز بعد مقتل سلفه حسن محمد الحاج في سوريا. كان يتمتع بخبرة قتالية واسعة، حيث شارك في عمليات عديدة ضد إسرائيل، وتورط في الصراعات في سوريا والعراق. تحت قيادته، كانت وحدة عزيز مسؤولة عن تنظيم وتنفيذ الهجمات ضد الأهداف الإسرائيلية، بما في ذلك إطلاق الصواريخ والقذائف المضادة للدبابات على الأراضي الإسرائيلية.
وفي 3 يوليو 2024، قُتل في غارة جوية إسرائيلية استهدفت سيارته في منطقة الحوش قرب صور. وشكل مقتله ضربة قوية لهيكل قيادة حزب الله في جنوب لبنان، حيث كان أحد أبرز القادة الذين تم القضاء عليهم خلال الصراع المستمر.

## الأهمية الاستراتيجية
وتمنح سيطرة وحدة عزيز على القطاع الغربي من جنوب لبنان حزب الله إمكانية الوصول الاستراتيجي إلى المناطق الساحلية الإسرائيلية. وكانت أنشطة الوحدة محورية في العمليات العسكرية لحزب الله.

## التطورات الأخيرة
وقد دفع القضاء على قادة رئيسيين لحزب الله إلى إعادة تقييمه داخل وحدات مثل عزيز. ورغم هذه الخسائر، يواصل الحزب الحفاظ على قدراته العملياتية في المنطقة، مما يشير إلى مرونة وقدرة على التكيف في استراتيجياته العسكرية.